# غوردون غور
غوردون غور (بالإنجليزية: Gordon Gore)‏ هو لاعب كرة قدم أمريكية أمريكي، ولد في 28 يونيو 1913 في كلينتون في الولايات المتحدة، وتوفي في 21 يناير 1987 في فريدريك في الولايات المتحدة.

## وصلات خارجية
- غوردون غور على موقع مرجع كرة القدم المحترفة.كوم (الإنجليزية)
- غوردون غور على موقع JustSportsStats.com (الإنجليزية)